# Tepuibasis
Tepuibasis là một chi chuồn chuồn kim trong họ Coenagrionidae.

## Các loài
Tepuibasis có 7 loài:
- Tepuibasis chimantai (De Marmels, 1988)
- Tepuibasis fulva (Needham, 1933)
- Tepuibasis garciana De Marmels, 2007
- Tepuibasis neblinae (De Marmels, 1989)
- Tepuibasis nigra De Marmels, 2007
- Tepuibasis rubicunda De Marmels, 2007
- Tepuibasis thea De Marmels, 2007